# Matt Morris
Mateo Burton Morris (Denver, Colorado, Estados Unidos, 9 de mayo de 1979), conocido también como Teo Bishop, es un cantante y compositor estadounidense, hijo de la estrella de música country Gary Morris.

## Carrera musical
Matt Morris hizo su debut en el mundo del espectáculo con su padre. Cuando era pequeño participó en el elenco de El club de Mickey Mouse entre 1991 y 1995. Sus canciones han sido grabadas por artistas como Christina Aguilera, Justin Timberlake y Kelly Clarkson. Para Aguilera coescribió cinco canciones de su disco Stripped, incluyendo el hit «Can't hold us down». También escribió «Miss independent» para Clarkson.
Recientemente, una canción de él apareció en el álbum de duetos de Reba McEntire. Este tema es el que la intérprete de country cantó junto a Justin Timberlake.
En 2003, Morris grabó y lanzó un álbum independiente titulado UnSpoken. Actuó en 2008 en el Bonnaroo Festival de música y artes, y el 23 de septiembre de 2008 lanzó una canción EP de cinco, entre bastidores en Bonnaroo. En el otoño de 2008 él viajó extensivamente con Joan Osborne. y para el 22 de enero de 2010, Morris interpretó la canción "Hallelujah" con Justin Timberlake en Teletón de Haití.
Está contratado como cantante por el sello Tennman Records, perteneciente a Timberlake. Su álbum debut en esta nueva discográfica fue When everything breaks open, lanzado el 12 de enero de 2010 y del cual se desprende su sencillo «Live forever», cuyo videoclip dirigido por Matt Stawski, fue estrenado por Vevo a principios de junio de 2010.

## Vida personal
Morris es abiertamente homosexual y se casó con su compañero Sean Michael Morris, cuando a las parejas del mismo sexo se les permitió hacerlo en California. De hecho el cantante le compuso a su marido la canción "Love", que se encuentra en su álbum debut. Tiene tres canes, llamado Max, Rupert, y Elliott. Tiene varios tatuajes y su favorito es un sagrado corazón en el pecho, elaborado por el artista Lee Ball. Morris vive en Denver (EE.UU).

## Discografía
| Año de publicación | Título                      | Disquera        |
| 2003               | UnSpoken                    | Independiente   |
| 2010               | When everything breaks open | Tennman Records |